# Averrhoa leucopetala
Averrhoa leucopetala är en harsyreväxtart som beskrevs av Rugayah & Sunarti. Averrhoa leucopetala ingår i släktet Averrhoa och familjen harsyreväxter. Inga underarter finns listade i Catalogue of Life.